# Arnold Wirtgen
Arnold Wirtgen (né le 24 juin 1926 à Rodenbach et mort le 18 décembre 2013 à Ehlscheid) est un fonctionnaire et historien militaire allemand. Il fonde la collection d'études sur la technologie militaire à Coblence et est président de la Société allemande d'études militaires (de).

## Biographie
Wirtgen, diplômé en gestion administrative, entre dans la carrière militaire supérieure à Neuwied en 1941. Il est enrôlé dans l'armée en 1943 et reçoit la croix de fer de 1re classe en tant que soldat. Wirtgen devient prisonnier de guerre américain, où il reste jusqu'en 1946.
Après la Seconde Guerre mondiale, il redevient haut fonctionnaire. En 1960, il est transféré à Coblence au sein de l'Office fédéral des techniques d'armement et de l'approvisionnement (BWB). En 1975, avec sa participation, la collection d'études de technologie militaire (WTS) est transférée du département de technologie militaire 91 (de) à Coblence. Il accède ensuite à des fonctions supérieures, plus récemment en tant que directeur du gouvernement, et joue un rôle de premier plan en rendant la collection accessible au public en 1982. Son fils Rolf Wirtgen (de) (né en 1954), également historien militaire, lui succède à la tête à Coblence.
Dans la deuxième filière, il étudie l'histoire (histoire militaire, économique et sociale), les sciences militaires et l'histoire de l'art à partir de 1975 et en 1988, il obtient son doctorat sous la direction de l'historien militaire Werner Hahlweg (de) à la faculté de philosophie de l'université westphalienne Guillaume de Münster avec la thèse Die preussische Bewaffnungsreform 1807 bis 1813 in ihren Auswirkungen auf die Armee; publiée par ES Mittler & Sohn.
En outre, Wirtgen est président de la Société allemande d'études militaires (de) de 1986 à 1998 et auteur d'études sur la science prussienne des armes à feu. Pour son travail, il reçoit la croix fédérale du mérite de 1re classe

## Publications (sélection)
- Handfeuerwaffen und preussische Heeresreform 1807 bis 1813 (= Wehrtechnik und wissenschaftliche Waffenkunde, Volume 3). Mittler, Herford 1988,  (ISBN 3-8132-0292-5).
- Dir. avec Andrea Theissen: Militärstadt Spandau. Zentrum der preußischen Waffenproduktion 1723 bis 1918. Brandenburgisches Verlagshaus, Berlin 1998,  (ISBN 3-89488-129-1).
- Die preußischen Handfeuerwaffen. Modelle, Manufakturen, Gewehrfabriken 1814 bis 1856. Steinschloß- und Perkussionswaffen (= Wehrtechnik und wissenschaftliche Waffenkunde, Band 16). Bernard & Graefe, Bonn 2004,  (ISBN 3-7637-6250-7).